# Mány
Mány (németül: Maan) község Fejér vármegyében, a Bicskei járásban.

## Fekvése
Fejér vármegye legészakibb pontján, a Zsámbéki-medencében Bicske, Zsámbék és Szomor között fekvő település. A környező községek és városok közül Zsámbék 3 kilométer, Bicske 2,5 kilométer, Csabdi 5 kilométer, Herceghalom 8 kilométer, Biatorbágy 18 kilométer távolságra található.

### Megközelítése

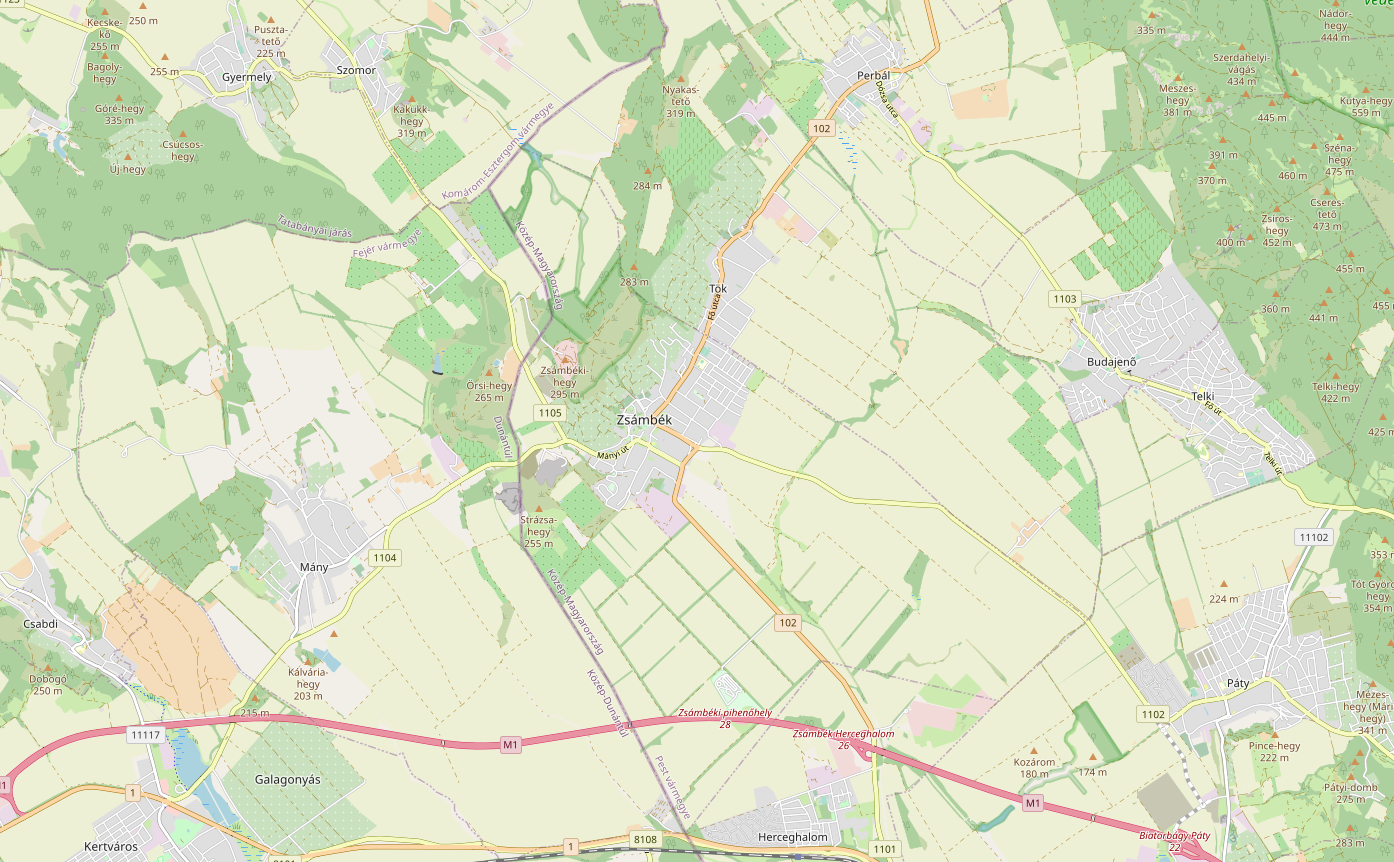
A község környékének térképe

Központján korábban áthaladt a Bicske és Zsámbék között húzódó 1104-es út; ma is ezen közelíthető meg mindkét említett város, illetve az M1-es autópálya és az 1-es főút irányából, de a települést elkerülő útszakasz megépülése óta az átmenő forgalom gyakorlatilag teljesen eltűnt a falu belső területeiről. Az 1104-esről letérő, arról leválasztott útszakasz keleti fele, az 5+200-as kilométerszelvénynél lévő elágazástól a Deák Ferenc utcai kereszteződésig öt számjegyű országos közútként számozódik, 11 041-es számú mellékútként, a folytatása a központban önkormányzati út. Még egy rövid szakasz visel országos útszámozást (93 003-as számmal), az 1104-es út 2+900-as kilométerszelvényénél lévő kiágazási ponttól alig 120 méteren át, a belterület széléig.
Külterületi lakott településrészei közé tartozik Háromrózsa, mely a régi 1-es főút (a mai 8101-es út) mentén alakult ki; e településrész határában ér véget az Etyektől idáig húzódó 8108-as út is. Egy másik lakott településrésze Jánoshegy, mely a Zsámbékot Szomorral összekötő 1105-ös út mentén található.

## Története
Mány és környéke már az ókorban is lakott hely volt, területén a múlt század közepén római kori, kelta-eraviszkusz temetőt tártak fel.
Nevét az oklevelek már 1082-ben említik, ekkor Mán alakban van írva.
A település nevét az idők folyamán Nagy-, Kis-Mány, Puszta-Mány -ként is írták.
1321-ből való a településről az első hiteles okleveles adat, ekkor a Bászélyiakkal rokon Mányi család tagjai voltak birtokosai. 1321-ben a Mányiakkal, s itteni falunagyukkal Cherne comes pereskedik. 1338–1339-ben a falut elhatárolják a szomszédos Őrs-től. 1339–1341-ben a Básztélyi ághoz tartozó Rozgonyi rokonság osztozkodik rajta.
Mány a török időkben elpusztult, a szomszédos Őrs-sel együtt.
1611-ben a Batthyány család birtoka volt, de 1680-ban elzálogosították.
1703-tól a falut Fejér vármegyéhez csatolták. 1700-as évek közepén német telepesek népesítették újra a települést.
Az 1944-es összeírás szerint Mányhoz tartozott Alsóörspuszta, Esztermajor, Felsőörspuszta, Háromrózsa, Kiseszterpuszta, Körtvélyesmajor, Nádorpuszta, Sajgómajor és Szentjános-szőlőhegy. A község lakosai magyarok és németek voltak. A 2625 főből 11%-ot tett ki a németajkúak száma. A község 7779 kat. holdon terült el, ebből 5782 kat. h. szántó, 296 kat. h. legelő, 591 kat. h. rét, 150 kat. h. szőlő, 301 kat. h. erdő volt. A község területéből 3300 kat. holddal 6 nagybirtokos rendelkezett.
A második világháború és a front közeledtével egyre nehezebb helyzetbe került a falu, 1944-ben bevezették a jegyrendszert.
A Mány környékén folyó harcok során 1944. december 24-én jelentek meg a Vörös Hadsereg páncélos egységei a faluban, akik a német katonaságot üldözték. A falut harc nélkül foglalták el. A bicskei úton (Rákóczi út) beguruló páncélosokat Pataki Ferenc községi bíró és Csörgei István, a község pénztárosa kenyérrel és sóval fogadták.
A harcok a község területén 1945. január 2-ig szüneteltek. Ekkor támadásba lendültek a német bombázók és tüzérségi harc vette kezdetét. Január 10-e körül éjjel a szovjet katonaság összehívta a község katonaköteles lakóit a református templomban és tolmács útján közölték velük, hogy az esetleges németek általi elhurcolásokat elkerülendő, átviszik őket Etyek községbe. Ott egy kocsmában kaptak szállást, élelmezésükről a szovjet hadsereg gondoskodott.
A szovjet csapatok egy részét Budapest ostroma végett a fővároshoz vezényelték, így a német és a magyar csapatok újra bevonultak Mányra, és innentől fogva a község három hónapig a Budapest-Székesfehérvár frontvonalba tartozott. A hatóság a munkabíró férfiakat és nőket sáncásás céljából Botpusztára vezényelte.
A Mányon állomásozó német alakulatokat a szovjet tüzérek az Örsi hegyről ágyúzták. A falu így gyakorlatilag folyamatosan tűz alatt volt. A lakosságból kb. 150 fő esett áldozatul az állandó harcoknak.
1945. február 8-án a szovjetek visszafoglalták a községet, a lakosságot pedig felszólították, hogy a Budáról kitörő SS-hadosztály elől a szomszédos falvakba vonuljanak át. A németek Győrt akarták elérni, ám Zsámbék és Tök között megrekedtek, az itt kialakult tűzharc Mány községet is érintette. A lakosság nagyrészt Etyek, Zsámbék, Tök, Páty, Bia, Torbágy, Gyúró és Tarján községekbe települt át. Az állatállomány kis részét tudták csak magukkal vinni, a hátramaradt ingóságaik szinte teljesen megsemmisültek. Március 22-ig állt a község az ellentámadások középpontjában.
A lakosság 1945. március végén  április elején települt vissza. A visszaérkező családok kénytelenek voltak ólakban, istállókban, pincékben lakni ideiglenesen, ugyanis a község 555 lakóházából 510 teljesen lakhatatlanná vált, 10-et lehetett csak kisebb javítások után használni.
Súlyosan megrongálódtak a középületek is, illetve az állatállományban is jelentős volt a veszteség. Míg 1943-44-ben 600 igásló, 2000 szarvasmarha, 6000 sertés, 500 juh, és 29500 baromfi volt a faluban, addig 1945. tavaszára csupán 18 ló, 17 szarvasmarha és néhány baromfi maradt. A határ 30%-a aláaknázott terület volt, 20%-án lőállások, futóárkok, tankcsapdák álltak. Az 1944-ben bevetett területek 60%-a a harcok során tönkrement. Az aláaknásított területeken gyanútlanul dolgozók nap mint nap robbantak fel és vesztették életüket.
Hamarosan kezdetét vette a helyreállítás, melyhez a szovjet hadsereg is segítséget nyújtott. Elkezdték a gyümölcsfák kezelését és a burgonya ültetését. A községben megalakult a rendfenntartó milícia. Egy határozat szerint reggel 5 óra és délelőtt 11 óra között kellett eltemetni a halottakat, az egyéb munkálatokat ezután végezhette csak a lakosság.
A magyar és német katonai halottak száma 320 főre rúgott. A községben két szovjet hősi emlékművet állítottak.

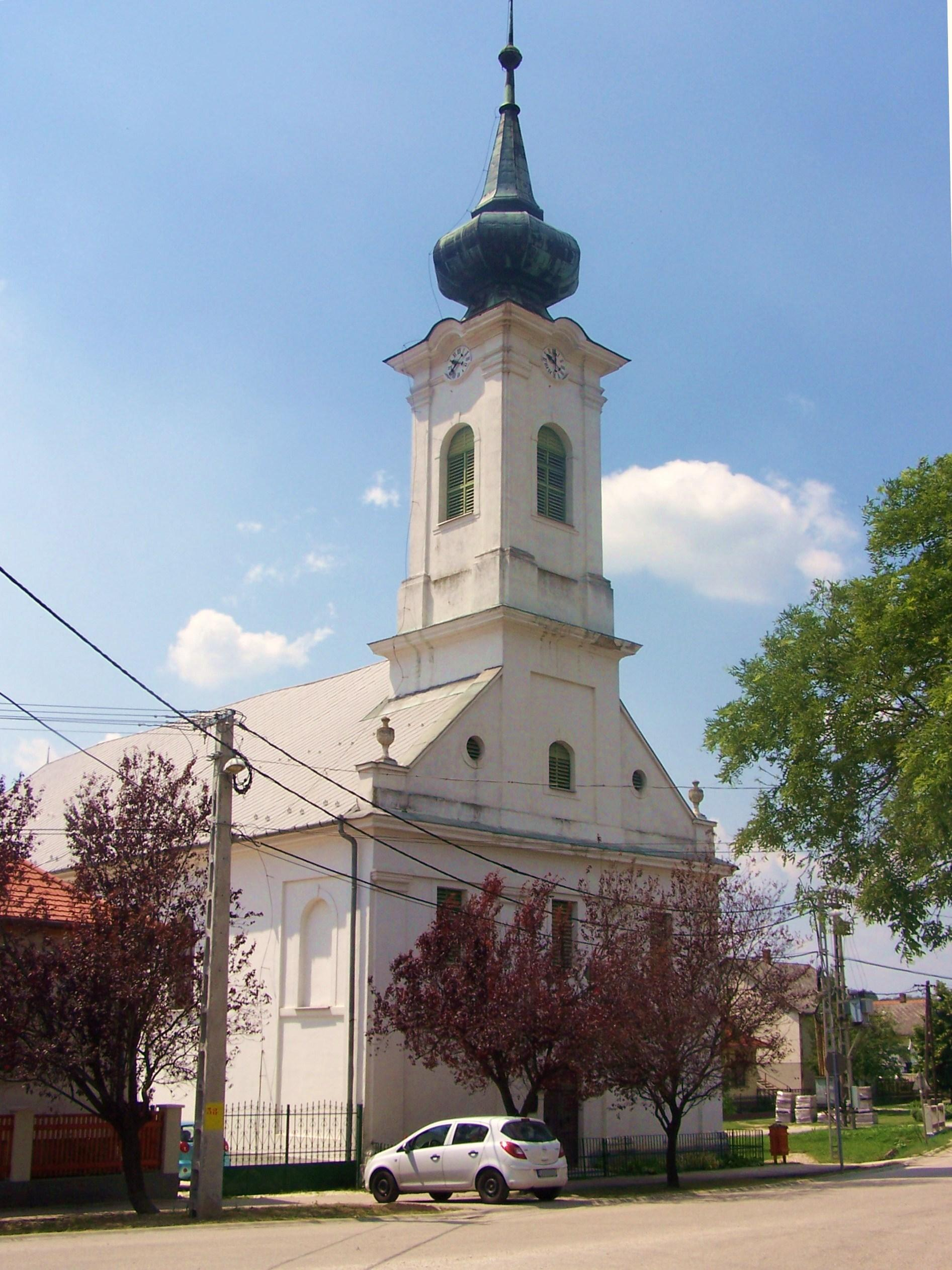
Műemlék református templom

A földosztás során 3155 kat. hold került kiosztásra az igénylők között. A helyreállítási munkák is folytatódtak, 1945 őszére Felsőörsön már 14 család lakott a helyreállított lakásokban.
A németajkú lakosság kitelepítése 1946. április 13-án kezdődött. 58 családot fosztottak meg állampolgárságuktól, teljes ingó és ingatlan vagyonuktól, és telepítettek ki az éhező és romokban heverő Németországba Heidelberg környékére.
Igás állatok hiányában 1946-ban a földeknek csak 70%-át tudták megművelni, a termés az ez évi aszálykár miatt is jelentősen csökkent.
Az iskolák helyreállítása után a tanítás is megindult. Az államosításig három tanterem állt 250-260 tanuló rendelkezésére.
1947-1948 telén megindultak Mányon a szabadművelődési és Szabad Föld Téli Esték előadásai. 1948. tavaszán a görög szabadságharcosok megsegítésére szervezték gyűjtést. Az 1848-as forradalom centenáriumi ünnepsége után, március 27-én a képviselőtestület úgy határozott, hogy a településen építendő artézi kutat Petőfi kútnak nevezik el.
1948 áprilisában 25 magyar családot telepítettek Mányra Csehszlovákiából, a korábban kitelepített németek helyére.
Az 1970-es évek bányászati fejlesztései (eocén program) során Mány közelében hatalmas barnakőszn bánya létesítését tervezték, mely 1981-ben, a tervezettnél jóval kisebb formában kezdte meg a működését. A bányászat 2004-ben szűnt meg.

### Örs

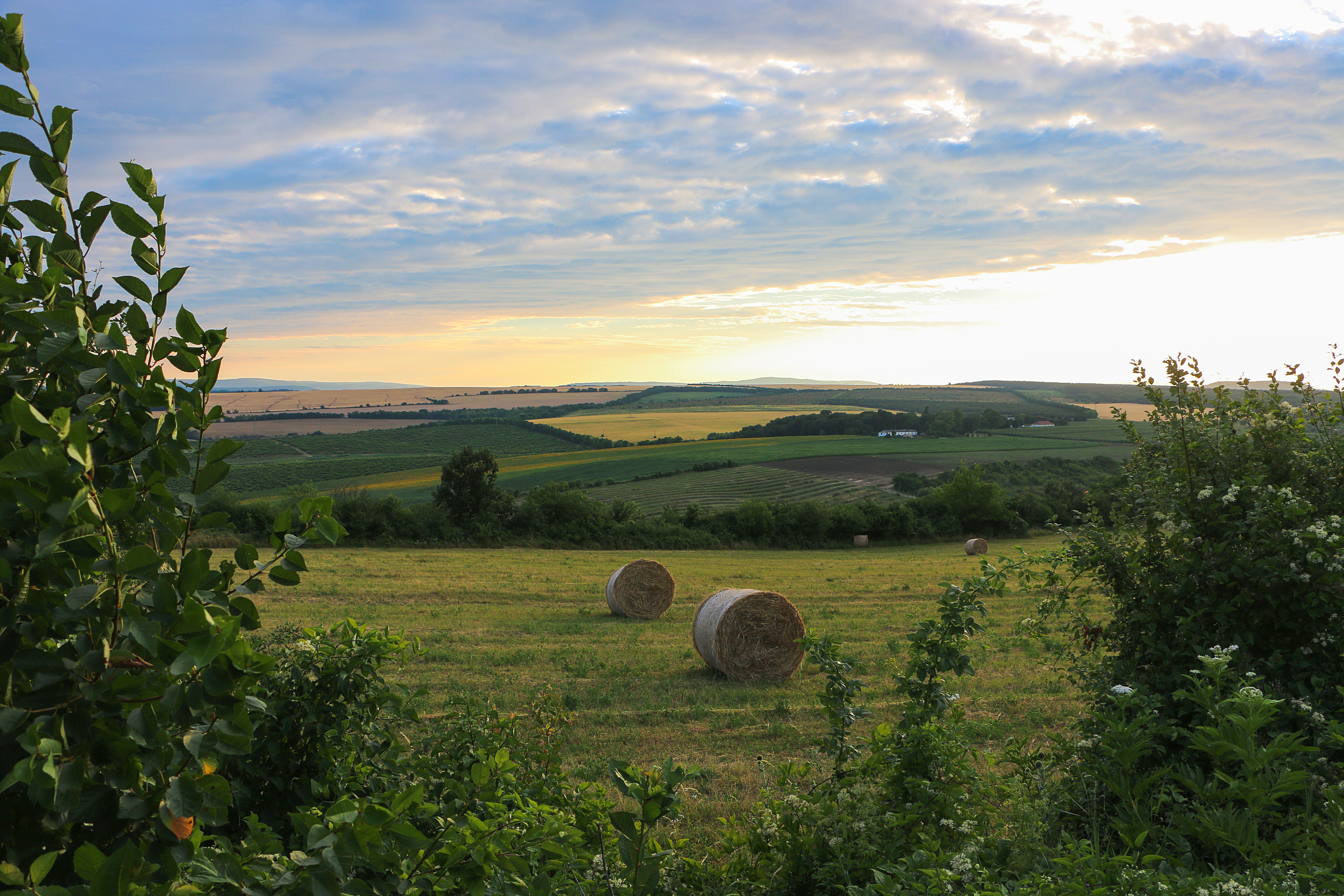
Felsőörs puszta az 1105-ös útról, Mány és Zsámbék között

A török időkben elpusztult Őrs falu, a mai Mány határába olvadt.
Örs nevét az oklevelek 1249-ben említik először, Vrs alakban.
1249-ben királyi birtok volt, ahol 17 királyi nép lakott, akik közül 6 "boradó" volt, fejenként évi 50 korsó bor szolgáltatással.
A fenti adatokból kitűnik, hogy a településen és környékén már az 1200-as évek elején kiterjedt szőlőművelés, bortermelés folyhatott.
Örsön élt a királyi bortermelőkön kívül a fennmaradt oklevelek alapján 7 udvarnok, és négy fő, aki a királyi udvar gazdaságának tartozott abrakot adni.
A településen a felsorolt királyi népek földje, a köves, erdő és szántó összesen 20 ekényit tett ki.
1250-ben IV. Béla király a fent említett őrsi királyi földet tartozékaival együtt István esztergomi érseknek adta cserébe, s határát is leiratta.
1338-ban az érseki falu határjárása megújításának ellentmondanak a Mányiak és Básztélyiak is.
Örs ma puszta, Mány határának északi részén; Alsóörspuszta, Felsőörspuszta, mely az oklevelekben leírt határjárás adatai szerint a középkori helység ezektől kissé északnyugatra kereshető.

## Közélete

### Polgármesterei
- 1990–1994: Hammer Mátyás (független)[7]
- 1994–1998: Hammer Mátyás (független)[8]
- 1998–2002: Hammer Mátyás (független)[9]
- 2002–2006: Szabó Zoltán (független)[10]
- 2006–2007: Dr. Vadas Imre (független)[11]
- 2008–2010: Ugron Zoltán Gábor (független)[12]
- 2010–2014: Ugron Zoltán Gábor (független)[13]
- 2014–2019: Szabó Zoltán (független)[14]
- 2019–2022: Ugron Zoltán (független)[15]
- 2022–2024: Varga Mihály Balázs (független)[16]
- 2024– : Varga Mihály Balázs (független)[1]

A településen 2008. március 9-én időközi polgármester-választást tartottak, az előző polgármester lemondása miatt.
2022. augusztus 28-án ugyancsak időközi polgármester-választást kellett tartani a településen, mert a korábbi településvezető 2022. április 30-ával, családi okokra hivatkozva lemondott posztjáról; feladatait május 1-től a választásokig ügyvezetőként Bálint Istvánné alpolgármester látta el.

## Népesség
A település népességének változása:
| Lakosok száma | 2370 | 2394 | 2440 | 2458 | 2440 | 2432 | 2381 |
|               | 2013 | 2014 | 2015 | 2021 | 2022 | 2023 | 2024 |

A 2011-es népszámlálás során a lakosok 89,4%-a magyarnak, 4,8% cigánynak, 0,2% lengyelnek, 13% németnek, 0,4% románnak mondta magát (10,4% nem nyilatkozott; a kettős identitások miatt a végösszeg nagyobb lehet 100%-nál). A vallási megoszlás a következő volt: római katolikus 43,1%, református 21,3%, evangélikus 0,5%, görögkatolikus 0,2%, felekezeten kívüli 13,1% (21,1% nem nyilatkozott).
2022-ben a lakosság 89,7%-a vallotta magát magyarnak, 7,8% németnek, 2,6% cigánynak, 0,2% horvátnak, 0,1% románnak, 2,4% egyéb, nem hazai nemzetiségűnek (10,2% nem nyilatkozott; a kettős identitások miatt a végösszeg nagyobb lehet 100%-nál). Vallásuk szerint 34,1% volt római katolikus, 15,2% református, 0,5% görög katolikus, 0,4% evangélikus, 0,9% egyéb keresztény, 0,7% egyéb katolikus, 11,6% felekezeten kívüli (36,4% nem válaszolt).

## Nevezetességei
- Szent Kereszt felmagasztalása templom: Batthyány Fülöp építtette fel copf stílusban. 1787-ben szentelték fel.
- Műemlék református templom: 1816-ban, klasszicizáló késő barokk stílusban épült.
- I. világháborús emlékmű
- Antall József-szobor
- Kálváriadomb

## Képgaléria

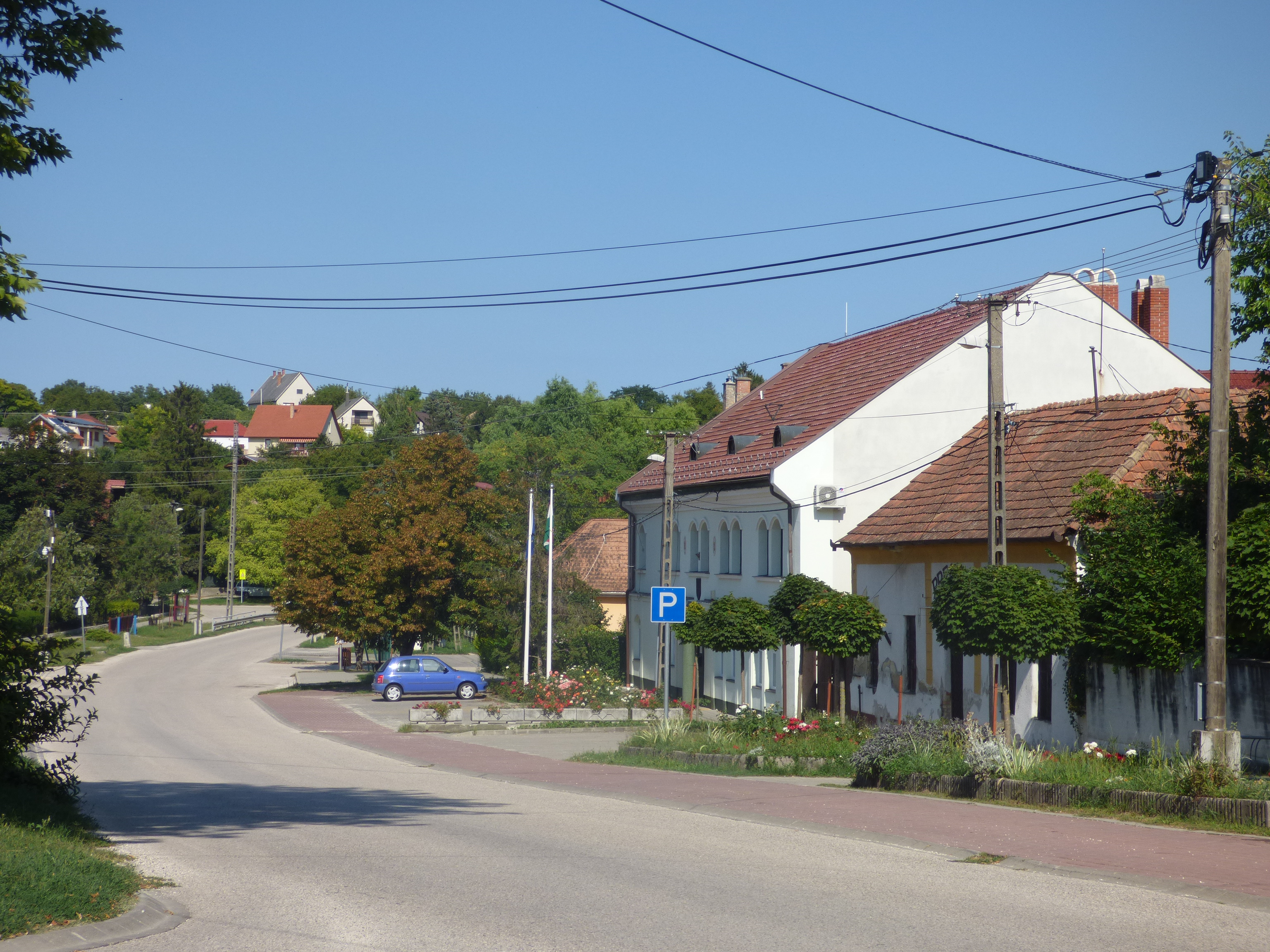
Mány központja
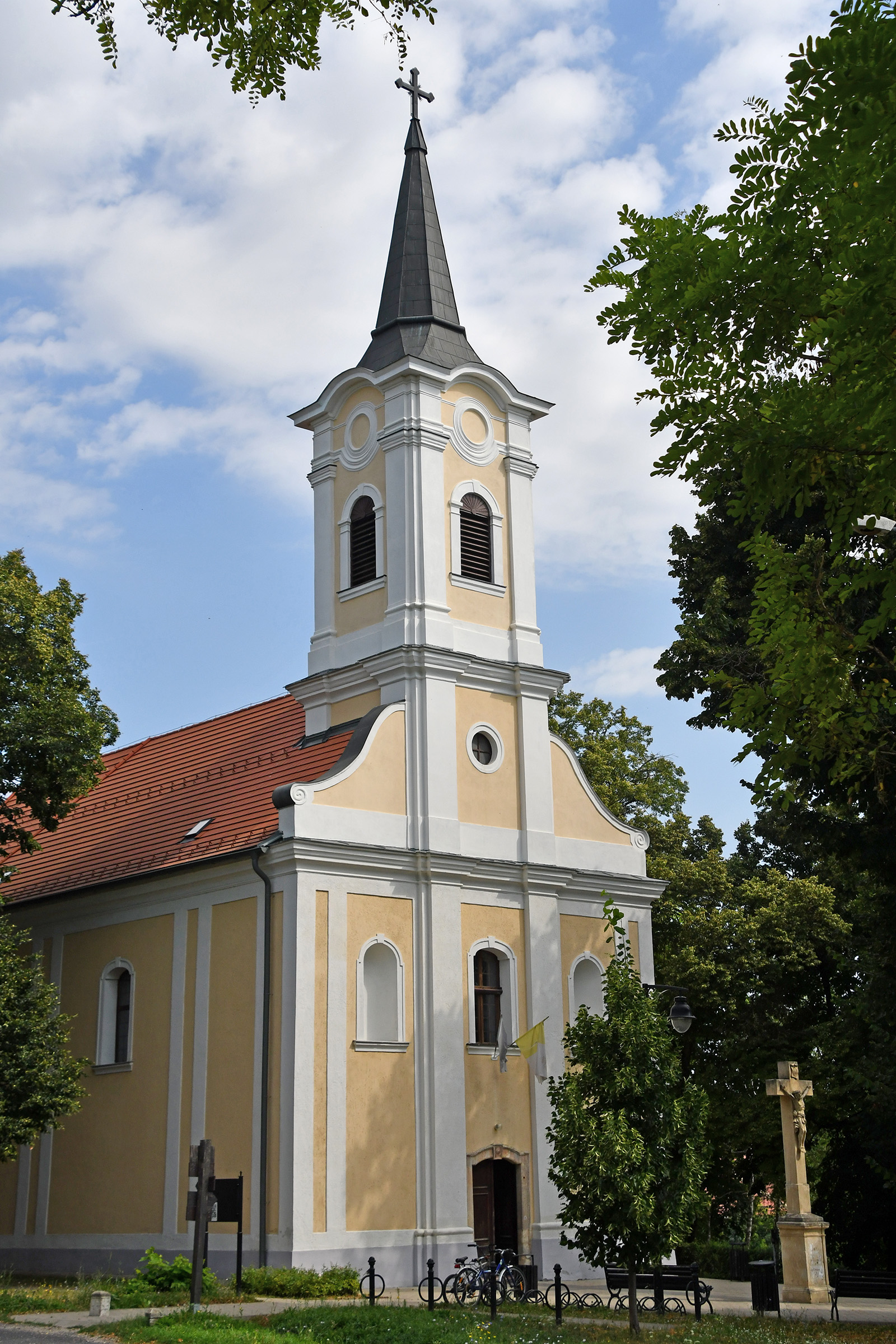
Mány katolikus temploma
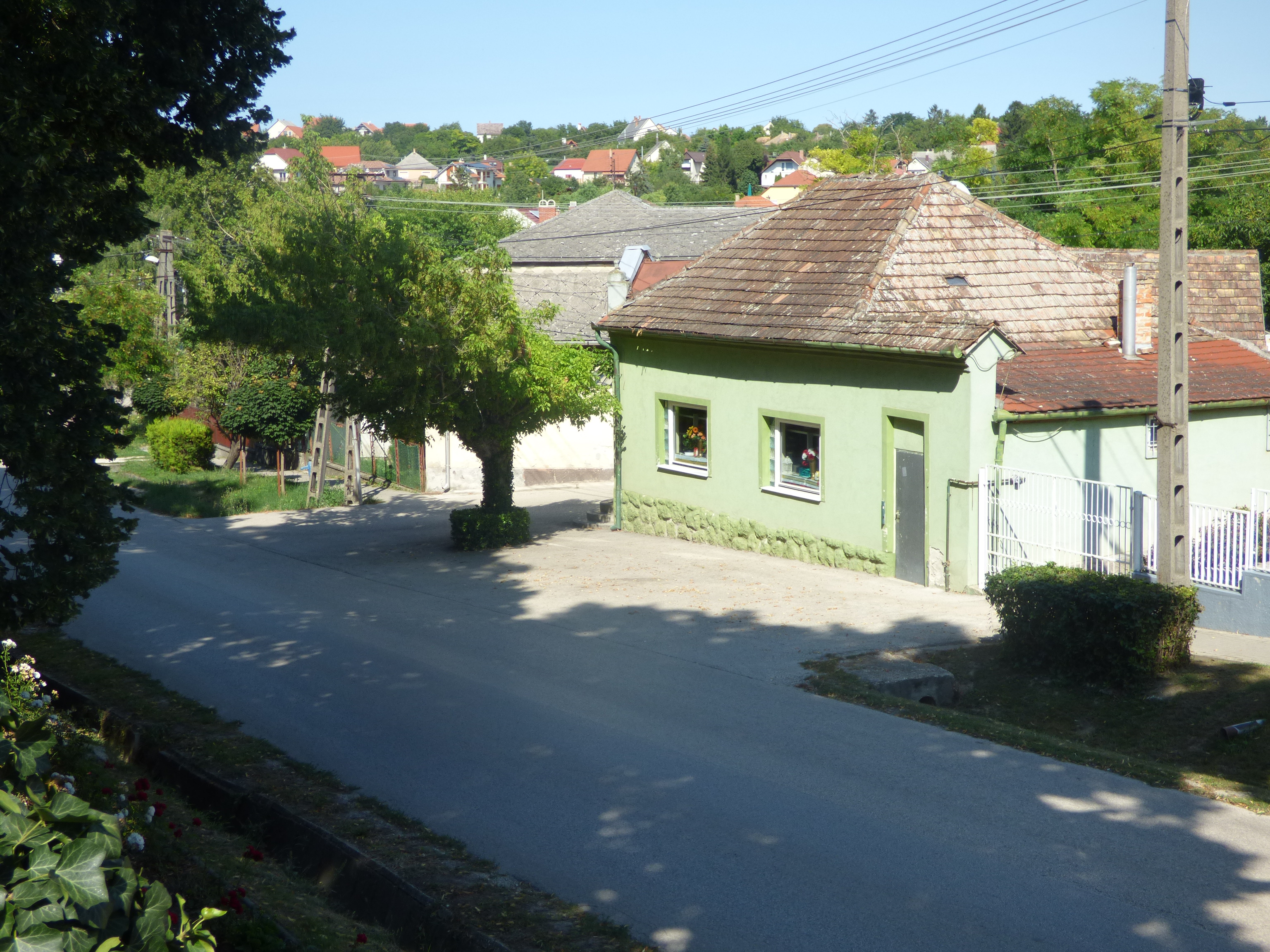
Mányi falukép a katolikus templom udvara felől
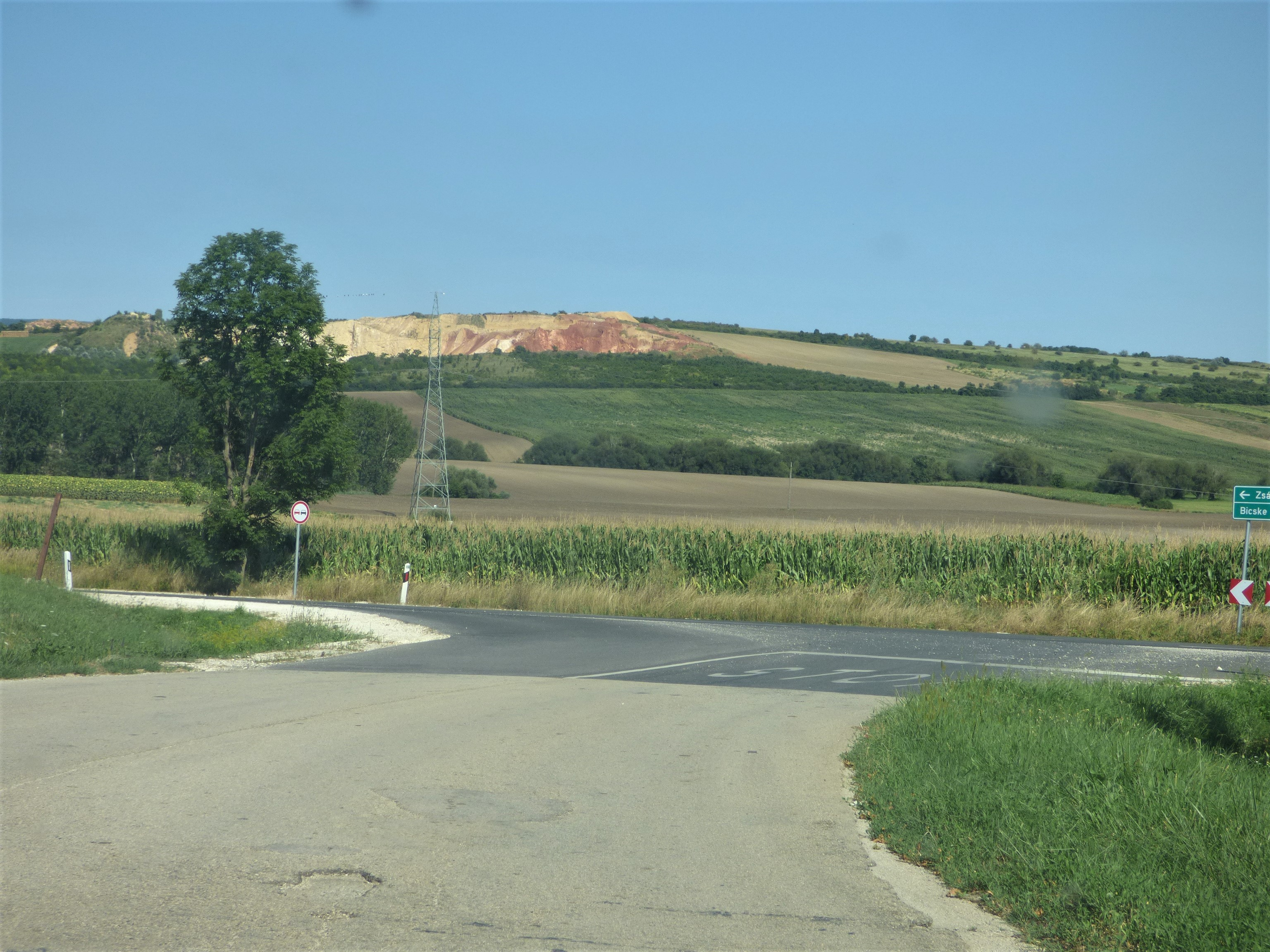
A 11041-es út betorkollása az 1104-esbe Mány keleti szélén
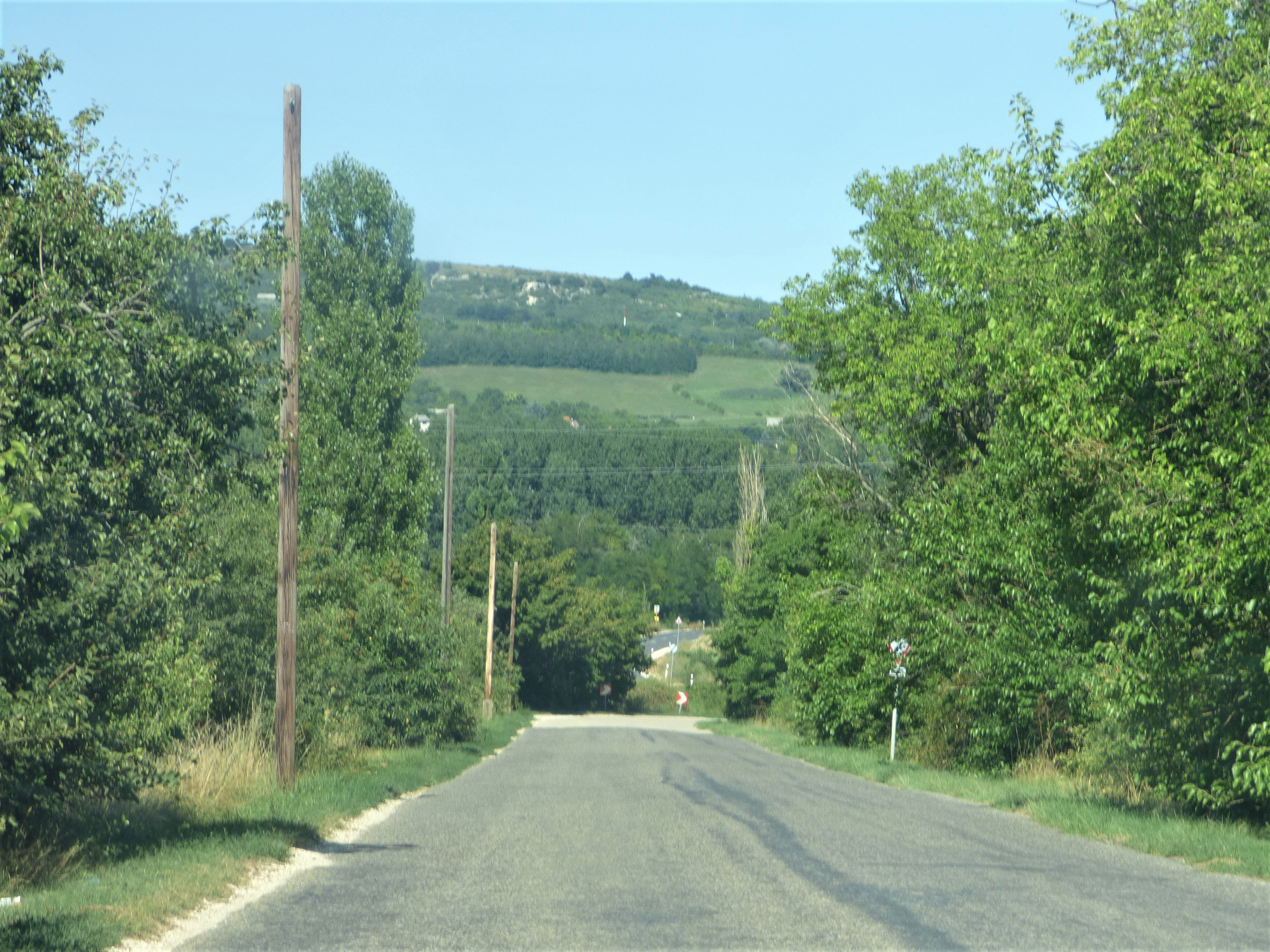
A 11041-es út Mány felől, látszik az 1104-es út is